# Abimbola Craig
Abimbola Craig (Warri, noviembre de 1986) es una actriz y productora nigeriana, reconocida principalmente por su papel en la serie de televisión Skinny Girl in Transit.

## Biografía
Craig logró popularidad en su país natal con su interpretación de Tiwalade en la serie web Skinny Girl in Transit, en la cual originalmente se iba a desempeñar como productora. Ante el éxito del seriado, Abimbola siguió al frente del proyecto como productora y protagonista desde la segunda hasta la sexta temporada. En 2019 coprodujo la película Sugar Rush, un éxito de taquilla en Nigeria, junto con Jadesola Osiberu.
Actualmente se desempeña como productora en la compañía Ndani Communications, responsable de seriados de televisión como Skinny Girl in Transit, Phases, Rumor Has It y The Juice.

## Filmografía destacada

### Como productora
- 2019 - Sugar Rush
- 2019 - Oga! Pastor
- 2015 - Skinny Girl in Transit

### Como actriz
- 2015 - Skinny Girl in Transit